# Nicrophorus orbicollis
Nicrophorus orbicollis är en skalbaggsart som beskrevs av Thomas Say 1825. Nicrophorus orbicollis ingår i släktet Nicrophorus och familjen asbaggar. Inga underarter finns listade i Catalogue of Life.